# Anillobius portosantoi
Anillobius portosantoi é uma espécie de insetos coleópteros polífagos pertencente à família Curculionidae.
A autoridade científica da espécie é Franz, tendo sido descrita no ano de 1970.
Trata-se de uma espécie presente no território português.